# 天竺鼠
天竺鼠（てんじくねずみ）は、吉本興業（東京本社）所属のお笑いコンビ。2004年4月結成。NSC大阪校26期生。キングオブコント2008・2009・2013ファイナリスト、THE MANZAI2013ファイナリスト。
2人とも鹿児島県出身、キャッチフレーズは「奇天烈薩摩藩」。

## メンバー
川原 克己（かわはら かつみ、1980年1月21日（45歳） - ）
ボケ・ネタ作り担当、立ち位置は向かって左。坊主頭の方。
鹿児島県曽於郡大崎町出身、尚志館高等学校卒業。高校では野球部に所属。
血液型A型。
好きなアーティストは長渕剛。
2008年まで大阪・大国町の「木津卸売市場」で、瀬下と一緒に6年間バイトしていた。ここでの労働とネタ合わせなどで寝る暇がなく、市場のバイトを始めた6年前から横になるだけで眠っていないと言い張っており、このエピソードから「眠た〜い! 〇〇（ベッド、砂利道、水撒いてビチャビチャに濡れた市場の床など）で（でもいいから）横になって寝た〜い!」と大声で叫ぶネタが生まれた。

トークライブで「やんちゃな弟がいる」ということを明かしている。
猫好きで猫を飼っている 。
趣味は絵本を読むこと。特にお気に入りの絵本は『んぐまーま』（谷川俊太郎著）である。
2020年7月より、映像作家の山田健人とタッグを組み「の監督」としての活動も始めた。
『水曜日のダウンタウン』にて提唱された「NSC時代に同期一の天才だった芸人 意外とくすぶってる説」にて同期のNSC大阪校26期の中で、一番の天才と評価されている。
吉本とはピンでエージェント契約を結んでいる。
瀬下 豊（せした ゆたか、1979年7月29日（46歳） - ）
首太・ツッコミ担当、立ち位置は向かって右。
鹿児島県鹿屋市出身、鹿児島県立鹿屋工業高等学校卒業。高校では野球部に所属。妹が双子である。
血液型A型。
好きな女性のタイプは鈴木えみ。
若手時代はたむらけんじの経営する「炭火焼肉たむら」でバイトをしていた。
ブログで知り合った岩手の女性と2か月間の交際を経て、2007年9月26日に結婚。2008年3月28日のbaseよしもとの単独ライブにて結婚と同時に父親になることを明らかにした。同年4月17日には長男が誕生。その後、長女も生まれた。
『メッセンジャーの○○は大丈夫なのか?』（毎日放送）で同期のトキ（藤崎マーケット）に月収が40万円以下であることが明かされた。
2020年9月17日放送の『アメトーーク!』 にて激辛ラーメンを食べた時のリアクションが話題になり、以降は「死ぬこと以外はNGなし」と体を張った仕事が増加している。これ以降「チャーンス!」という代名詞が生まれている。
2022年3月24日発売の『週刊文春』にて20代女性と不倫関係にあったことが報道され、瀬下もこれを認め謝罪した。4月14日発売の『週刊文春』で別の一般女性との不倫および妊娠中絶の要求などを新たに報じられたことを受け、同日、当面の芸能活動自粛を発表した。同年6月20日に、自身の公式Twitterにて活動の再開を発表した。
2023年1月25日、2021年12月25日に東京都内で車を運転中に事故を起こしており、バイクの運転手に全治3ヶ月の怪我を負わせていたとして、自動車運転処罰法違反（過失傷害）の罪で東京地方裁判所から禁錮10ヶ月、執行猶予3年の有罪判決を言い渡された。

## 略歴
高校時代、学校は異なっていたが互いにライバル校の野球部員として出会ったのがきっかけで、交友関係が始まる。瀬下がヤンキーのグループに属していた時、川原を「面白いから」という理由でグループへ勧誘。川原は「誰かに殴られたり誰かを殴らなければならない状況になったりしたらグループを抜ける」という条件でグループに入った。他のヤンキーと殴り合っている時は、川原は後ろで待っていた。瀬下は川原に殴りかかろうとした人も殴っていた。川原が全く喧嘩に参加しないため、巷では影の番長と呼ばれていた。
高校卒業後、芸人を目指して共に大阪進出。コンビ名の由来である天竺鼠（テンジクネズミ）は「モルモット」のことで、科学実験に用いられるというイメージから「未来を担う」コンビになるようにという思いが込められている。20歳の時、色々経験しておいた方がいいという川原の提案から一旦コンビを解散。川原は鹿児島で大工、瀬下は金を稼ぐため東京・歌舞伎町でホストをしていた。ちなみに大工時代、川原はロン毛だった。その後、2人は大阪で再会して共にNSC大阪校へ入学。NSC時代は現在のかまいたち、藤崎マーケットらと仲が良かった。NSC時代は一貫して上位クラスに所属するなど成績優秀だった。当時の2人は共同生活を営み、毎朝明け方から木津卸売市場でバイトをしていた。市場での持ち場は瀬下が魚屋で川原が八百屋。瀬下は社長から信頼されていて相当仕事を任され番頭にまで昇進、正社員になってくれないかと頼まれていた。一方の川原は力仕事ばかり任されていたらしい。この市場には八百屋長者芸人と一部から呼ばれている土肥ポン太も、時折買い付けに訪れている。仕事が一緒になることがあり、土肥と川原が何か話しているなと思っていたら「何の野菜が安いか」という話で盛り上がっていたらしい（瀬下談）。そんな縁から2人ともポン太軍団に入っている。
2人とも武智（スーパーマラドーナ）率いる元ヤンの芸人ばかりを集めた武智軍団に属する。キングオブコント2008では決勝進出を果たすが結果は6位。翌年のキングオブコント2009で唯一の2年連続決勝進出。結果は7位だった。2009年10月にはファーストDVDを「天竺鼠2」というタイトルで発売。しかもその中に入っている写真はなぜか銀シャリ。ちなみにセカンドDVDのタイトルは「天竺鼠4」、サードDVDのタイトルは「天竺鼠5」。M-1グランプリでは準決勝進出8回、敗者復活戦出場9回（2010年大会のみ準々決勝進出者も敗者復活戦出場可能だった）を経験しながら、ラストイヤーまで決勝進出は果たせなかった。決勝未経験者としては最多記録となる。
故郷の鹿児島では、2010年4月9日から鹿児島テレビで天竺鼠がメインMCの番組『デルフォイの神託』が開始。後に同じく鹿児島出身のKEENが所属する男性デュオ・C&KもMCに加わり、約3年間放送された。C&Kとは、番組企画のミュージックビデオ「電波マスター with 天竺鼠・石神愛子 from デルフォイの神託」での共演をはじめ、鹿児島テレビが毎年行う特別番組『KTSの日』や、終了した『デルフォイの神託』に代わり開始された『見っどナイト』などのテレビ番組、C&Kのミュージックビデオ「嗚呼、麗しき人生」、C&KのYouTubeチャンネルで行われた「New Single『嗚呼、麗しき人生』発売記念 YouTube Live」や、天竺鼠・川原チャンネルの「嗚呼、麗しき人生【天竺鼠 川原 究極シリーズ】」でも共演しており、C&Kが出演するライブコンサートにもゲストとして、2013年10月6日の札幌市『PENNY LANE 24』、2014年5月17日の鹿児島市『Caparvo Hall』、2015年7月4日の『鹿児島アリーナ』などに出演。2017年6月2日には、『オリックス劇場』のライブイベント「music trUnK」にもC&Kの出番にVTRで登場しており、『見っどナイト』の特別番組公開収録も兼ねた『鹿児島アリーナ』での2018年3月31日のコンサートでは、『デルフォイの神託』での大喜利コーナーを再現したり、歌の途中で登場して壇上で黒ひげ危機一発を行うなど公私ともに交友がある。
baseよしもと→5upよしもとに出演していたが、2014年2月に卒業。2016年1月より東京に活動の拠点を本格的に移す。
2022年4月14日から瀬下が当面の間、芸能活動自粛（上記参照）を発表したためコンビでの活動は休止となっている。

## 芸風
主にコントだが、漫才も演る。コントは全体的にシュールな雰囲気を纏う。ショートコントもするが、一つ一つのコントにツッコミがない。ショートコントとショートコントの合間に、2人で「ブリッジ、ブリッジ、ブリッジ…」と口ずさみ意味不明な動きをとる。またこの他にも川原が「ショートコント♪ショートコント♪ショートコントが始まるよ〜♪」などと口ずさむものの一向にネタを始めず、ようやく1つショートコントをやって再び「次のショートコント♪…」と歌いだすがそのままステージが暗転して終わるパターンもある。
両者とも鹿児島県の出身だが、ネタでは大阪弁で話す。結成当初は鹿児島弁の漫才をしていたが、訛りが強すぎて伝わらなかったためである。

### なすび
川原のピンネタ。ピンでは革ジャンにパッチでサングラスをかけ、頭に茄子のかぶりものをするキャラでネタをすることが多い。。その他に「モッフンキ」「耳GOOD」「マジ無期懲役〜」などの一発ギャグがある。主にフリップ芸で、スケッチブックに描いてある絵を捲っていくもの。
色々な物をうつ伏せで潰したり、卵とじにしたりする。登場するキャラクターとしては「おでこ取れちゃったくん」が有名である。先述の通り最後のセリフは「眠た〜い!」である。

### 出囃子
- 天井桟敷「フリーダム」[注釈 2]

## 受賞歴
- 2007年 BGO上方笑演芸大賞 新人賞
- 2008年 第2回 笑いの超新星 新人賞
- 2009年 第30回 ABCお笑い新人グランプリ最優秀新人賞
- 2009年 BGO上方笑演芸大賞 イベントタイトル賞
- 2014年 第35回 ABCお笑いグランプリ 優勝
- 2020年 家-1グランプリ2020 優勝（川原）[27]

## 賞レースでの戦績

### M-1グランプリ
| 年度   | 結果         | エントリー No. | 会場                | 日時           | 備考                                  |
| ------ | ------------ | -------------- | ------------------- | -------------- | ------------------------------------- |
| 2004年 | 3回戦進出    | 1495           | NGKスタジオ         | 2004年11月14日 |                                       |
| 2005年 | 準決勝進出   | 593            | なんばグランド花月  | 2005年12月11日 |                                       |
| 2006年 | 準決勝進出   | 3896           | なんばグランド花月  | 2006年12月10日 |                                       |
| 2007年 | 準決勝進出   | 4213           | なんばグランド花月  | 2007年12月9日  |                                       |
| 2008年 | 準決勝進出   | 4460           | なんばグランド花月  | 2008年12月6日  |                                       |
| 2009年 | 準決勝進出   | 4597           | なんばグランド花月  | 2009年12月5日  |                                       |
| 2010年 | 準々決勝進出 | 4812           | なんばグランド花月  | 2010年12月4日  | 予選31位                              |
| 2015年 | 準決勝進出   | 1155           | EX THEATER ROPPONGI | 2015年11月19日 | 予選15位、敗者復活戦10位              |
| 2016年 | 準々決勝進出 | 2613           | なんばグランド花月  | 2016年11月7日  |                                       |
| 2017年 | 準決勝進出   | 3637           | NEW PIER HALL       | 2017年11月15日 | 予選20位、敗者復活戦3位               |
| 2018年 | 準々決勝進出 | 3553           | NEW PIER HALL       | 2018年11月6日  |                                       |
| 2019年 | 準決勝進出   | 2424           | NEW PIER HALL       | 2019年12月2日  | ラストイヤー。予選19位、敗者復活戦5位 |

### キングオブコント
| 年度   | 結果         | 会場             | 日時          |
| ------ | ------------ | ---------------- | ------------- |
| 2008年 | 決勝6位      | TBSテレビ        | 2008年10月5日 |
| 2009年 | 決勝7位      | TBSテレビ        | 2009年9月22日 |
| 2010年 | 準決勝進出   | 赤坂BLITZ        | 2010年8月29日 |
| 2011年 | 準決勝進出   | 赤坂BLITZ        | 2011年8月25日 |
| 2012年 | 準決勝進出   | 赤坂BLITZ        | 2012年9月1日  |
| 2013年 | 決勝3位      | TBSテレビ        | 2013年9月23日 |
| 2014年 | 準決勝進出   | 赤坂BLITZ        | 2014年9月10日 |
| 2015年 | 準決勝進出   | 赤坂BLITZ        | 2015年8月28日 |
| 2016年 | 準決勝進出   | 赤坂BLITZ        | 2016年9月9日  |
| 2017年 | 準々決勝進出 | きゅりあんホール | 2017年8月15日 |
| 2018年 | 準々決勝進出 | きゅりあんホール | 2018年8月16日 |
| 2019年 | 準々決勝進出 | きゅりあんホール | 2019年8月16日 |
| 2020年 | 準々決勝進出 | YES THEATER      | 2020年8月18日 |
| 2021年 | 準々決勝進出 | きゅりあんホール | 2021年8月14日 |

### その他
- 2007年 第28回 ABCお笑い新人グランプリ 決勝進出
- 2008年 第29回 ABCお笑いグランプリ 決勝進出
- 2012年 第42回 NHK上方漫才コンテスト 本選進出
- 2012年 第10回 MBS漫才アワード 決勝5位
- 2012年 THE MANZAI 認定漫才師
- 2013年 第34回 ABCお笑いグランプリ 6位
- 2013年 THE MANZAI 認定漫才師[注釈 3]

## 出演

### テレビ
コンビでの出演
- お笑いワイドショー マルコポロリ!（関西テレビ、不定期出演）- リポーター
- 千鳥のぼっけぇTV!（GAORA）- 不定期出演
- よしもとサンサンTV（サンテレビ）- 不定期出演
- 麒麟の部屋（毎日放送）- 『いつも不幸が起こる男の部屋』の住人
- あらびき団（TBSテレビ、2007年10月 - ）- コンビと川原のみで出演経験あり
- 鉄筋base（関西テレビ、2008年4月 - 2009年3月）
- 炎上base（関西テレビ、2009年4月 - 2010年3月）
- 天竺クエスト（朝日放送、2009年11月6日）-「ABCお笑い新人グランプリ」最優秀新人賞受賞のご褒美
- デルフォイの神託（鹿児島テレビ、2010年4月9日 - 2013年3月29日）- メインMC
- レッドカーダ!（テレビ大阪、2010年8月 ｰ 2011年3月）
- わっしょい5up（朝日放送、2011年5月14日 - 2012年3月25日）
- あしたモテ期にな〜れ! てるてるモテるちゃん（読売テレビ、2012年1月7日 - 2012年3月10日）
- もってる!? モテるくん（読売テレビ、2012年3月17日 - 2014年3月29日）
- 大阪発しゃべるランチタイム なにしよ!?（テレビ大阪、2013年7月8日 - 2014年3月27日）- 木曜レギュラー
- もうちょい!かま天マーケット（読売テレビ、2014年10月 - 2015年4月）
- ガリゲル（読売テレビ、2017年5月 - 2019年9月）- ガリゲルファミリー
- 浜ちゃんが!（読売テレビ 2018年2月28日、10月 - 2019年2月）- 加わる編のオーディションに出場後、レギュラー
- 天竺鼠のモッフンニョTV!（GAORA、2007年）-「冠番組争奪トーナメント」優勝のご褒美

瀬下のみ
- かまいたちの机上の空論城（関西テレビ）- 不定期出演
- アイ・アム・冒険少年（TBSテレビ）- 全力戦士・セシタマンとして、瀬下のみ

川原のみ
- 解決!マルガリータファイブ（テレビ朝日、2021年4月23日）- 所員、川原のみ
- 川原くんのクイズさん（北陸朝日放送、2022年6月29日、30日）
- ネジが外れたARE（フジテレビ、2024年1月4日）- MC
- 天竺鼠の川原の（テレビ埼玉、2024年3月27日 -  ）

### ラジオ
- オンスト（YES-fm、2008年4月1日 - 2010年4月30日）金曜日
- ヨシモト＊chatterbox!（YES-fm、2010年5月5日 - 2012年3月28日・2013年4月10日 - 2014年4月3日）水曜日
- 5upよしもと ガチモリ（ラジオ大阪、2012年4月 ｰ 2013年3月）水曜日
- よしもとラジオ高校〜らじこー（FM OSAKA、2014年4月7日 - 2016年3月）月曜日
- 男塾ホテルグループPRESENTS 天竺鼠川原のすっぽんぽんラジオ（FM OH!、2015年10月 - 2021年9月）- 川原のみ
- エビ中☆なんやねん（MBSラジオ、2016年8月9日 - 2018年6月）火曜日

### CM
- エイチ・アイ・エス 初夢フェア（2010年12月 - 2011年1月）

### 映画
- 味園ユニバース（2015年、川原のみ）
- この街と私（2022年）- 川原克己（本人役）

### YouTube
- 天竺鼠・川原チャンネル（2016年3月 - ）
- 1510円ハゲくんチャンネル（2018年12月 - ）
- 全力戦士セシタマンチャンネル（2020年4月 - ）
- 川原の（2020年7月 - ）

### Web
- モノボケBATTLE（エイチ・アイ・エス関西、2010年）
- HITOSHI MATSUMOTO presents ドキュメンタル・シーズン1（Amazonプライム・ビデオ、2016年）- 川原のみ
- IPPONグランプリ最新大会放送＆DVD発売記念（ニコニコ生放送、2016年6月6日）- 川原のみ
- さしめし＃154 ストレイテナー・ホリエアツシ×天竺鼠・川原（LINE LIVE、2016年7月21日）- 川原のみ
- 裏IPPONグランプリ（ニコニコ生放送、2016年11月22日）- 川原のみ
- スピードワゴンの月曜The NIGHT（AbemaTV、2017年7月10日）- 川原のみ
- 天竺鼠のNAMBAかっ！（KawaiianTV、2017年12月 - 2019年11月）- KawaiianTV放送終了に伴い終了
- 堂本剛の素 第５回「親友と行く 箱根ふたり旅」前編（GYAO!、2018年5月10日）- 川原のみ
- 堂本剛の素 第６回「親友と行く 箱根ふたり旅」後編（GYAO!、2018年5月18日）- 川原のみ
- 家-1グランプリ2020〜お笑い自宅芸No.1決定戦〜（2020年5月3日、ABEMA）- 決勝進出者→優勝[27][44] ※川原のみ[45]
- カラフル〜笑いの力で77億再生〜（2020年9月11日 - 18日、Amazonプライム・ビデオ）- 笑いの精鋭[46]
- モッフンニョ☆ツーリスト（2021年1月9日、ABEMA）[47]

## 単独ライブ
- 2006年
  - 10月19日 「オールナイトファイナルライブin梅田」（baseよしもと/大阪）初単独
- 2007年
  - 3月24日 「カウントダウンライブ イン 京橋」（baseよしもと/大阪）
  - 8月10日 ユニットライブ｢今､baseで一番おもろいイベント｣（baseよしもと/大阪）
  - 9月12日 「帰ってきた天竺鼠 in baseよしもと」（baseよしもと/大阪）
- 2008年
  - 3月28日 「サマーライヴ」（baseよしもと/大阪）
  - 8月3日 「8月2日祭りinワッハ上方」（baseよしもと/大阪）
  - 12月7日 「満員御礼ゲリラライブ」（baseよしもと/大阪）
- 2009年
  - 3月14日 「トークありポロリあり笑いなし歌なしin君の中」（baseよしもと/大阪）
  - 11月21日 「交通手段バイクの人限定ライヴ」（baseよしもと/大阪）
- 2010年
  - 5月30日 「便秘のお客さん限定ライブ」（baseよしもと/大阪）
  - 8月1日 「東京鼠の天竺ライブin単独」（よしもとプリンスシアター/東京）
- 2013年
  - 7月27日 「（祝! 天竺鼠9周年記念!）大阪のことを1番愛している天竺鼠が3時間のネタとトークとコーナーのコラボレーションライブをやります! 大阪のことを愛しているからこそです!」（5upよしもと/大阪）
  - 8月16日 「（祝! 天竺鼠9周年記念!）東京のことを1番愛している天竺鼠が最近気に入っているネタを披露するライブをやります! 東京のことを愛しているからこそです!」（ルミネtheよしもと/東京）
- 2014年
  - 2月9日 「東京のことを愛してますライブ in Osaka」（5upよしもと/大阪）
  - 2月23日 「大阪のことを愛してますライブ in Tokyo」（ルミネtheよしもと/東京）
  - 4月26日 「初天竺鼠」（ABCホール/大阪）
  - 5月17日 「JIMOTO〜僕達こんなにぽっちゃりになりました〜」（南日本新聞会館 みなみホール/鹿児島）
  - 6月22日 「単独のタイトルはみなさんにおまかせします」（ルミネtheよしもと/東京）
  - 8月24日 「天竺鼠NGK単独ライブ『キング・オブ・天竺鼠』」（なんばグランド花月/大阪）
- 2015年
  - 1月10日 「ジャンピングボレーライブ」 （ルミネtheよしもと/東京）
  - 12月23日 「来年、ちょっくら東京に行ってくるでごわす!! みんなが選ぶ天竺鼠のBESTネタ集」（大阪ビジネスパーク円形ホール/大阪）
- 2016年
  - 4月1日 「今年、ちょっくら大阪から来たでごわす!! みんなが選ぶ天竺鼠のBESTネタ集」（ルミネtheよしもと/東京）
  - 7月22日 「大開運ライブ〜来るだけで金運アップ〜」 （YES THEATER/大阪）
  - 8月5日 「大開運ライブ〜来るだけで恋愛運アップ〜」 （ルミネtheよしもと/東京）
  - 12月9日 「天竺鼠のDVD収録LIVE」 （ルミネtheよしもと/東京）
- 2017年
  - 3月3日 - 天竺鼠初全国ツアー「素敵なDVDができたもんだから。」（YES THEATER/大阪）
  - 3月24日 - 天竺鼠初全国ツアー「素敵なDVDができたもんだから。」（イムズホール/福岡）
  - 3月31日 - 天竺鼠初全国ツアー「素敵なDVDができたもんだから。」（今池ガスホール/名古屋）
  - 4月7日 - 天竺鼠初全国ツアー「素敵なDVDができたもんだから。」（ルミネtheよしもと/東京）
  - 4月14日 - 天竺鼠初全国ツアー「素敵なDVDができたもんだから。」追加公演（YES THEATER/大阪）
  - 8月4日 - 「レベル2」（YES THEATER/大阪）
  - 8月18日 - 「レベル2」（ルミネtheよしもと/東京）
- 2018年
  - 4月8日 - 「レベル3」（YES THEATER/大阪）
  - 4月27日 - 「レベル3」（ルミネtheよしもと/東京）
  - 8月12日 - 「なんだか楽しめそうなライブ」（YES THEATER/大阪）
- 2019年
  - 7月6日 - 「これが本当の天の川ライブ」（YES THEATER/大阪）
  - 7月7日 - 「これが本当の天の川ライブ」（YES THEATER/大阪）
  - 7月19日 - 「これが本当の天の川ライブ」（ルミネtheよしもと/東京）
- 2021年
  - 1月29日 - 「高級ジャンピングボレーライブ[注釈 4]」（ルミネtheよしもと）
  - 12月22日 - 「やっぱツアーっしょ!!」（紀伊國屋ホール）
  - 12月29日 - 「やっぱツアーっしょ!!」（ルミネtheよしもと）
- 2022年
  - 1月9日 - 「やっぱツアーっしょ!!」（有楽町よみうりホール）